# Durin VII
Durin VII o Durin el Último es un personaje ficticio perteneciente al legendarium del escritor británico J. R. R. Tolkien, que no actúa en ninguna de sus novelas, pero cuyo nombre se menciona en algunos títulos.
Durin VII fue el descendiente directo del rey Thorin III Yelmo de Piedra (de acuerdo con algunas fuentes, su hijo). Fue el  gobernante de Erebor y las Colinas de Hierro en la Cuarta Edad del Sol, en tiempos posteriores a los hechos narrados en la novela El Señor de los Anillos. Su nacimiento fue profetizado aparentemente a la adhesión de Dáin II a partir de la Batalla de los Cinco Ejércitos.